# Министерство топливной промышленности Татарской АССР
Министерство топливной промышленности Татарской АССР (тат. Татарстан АССР ягулык сәнәгате министрлыгы) — орган государственной власти Татарской АССР.
Подчинялось Совету Министров ТАССР и одноимённому министерству РСФСР.

## История
Образовано Указом Президиума Верховного Совета Татарской АССР от 8 января 1966 года; до этого его функции исполняли различные отделы и управления, находившиеся в подчинении Совета народного хозяйства или Совета Народных Комиссаров (Совета Министров) Татарской АССР. Упразднено Указом Президиума Верховного Совета Татарской АССР от 21 июля 1988 года с передачей функций производственному объединению «Татлестоппром».

## Министры[1]
- Ганеев, Муллый Ганеевич (1966—1983, 1921-2002)
- Рамеев, Марс Камилович (1983—1988, 1936-2003)